# چاه بی‌بی علی
چاه بی‌بی علی یک روستا در دهستان نه، بخش مرکزی شهرستان نهبندان در شهرستان نهبندان واقع در استان خراسان جنوبی ایران است. در سرشماری سال ۱۳۸۵، وجود آن مشخص شد اما جمعیت آن گزارش نشد.